# Mike McTigue
"Bold" Mike McTigue (26 novembre 1892 – 12 agosto 1966) è stato un pugile statunitense.
Campione del mondo dei pesi mediomassimi dal 1923 al 1925.
La International Boxing Hall of Fame lo ha riconosciuto tra i più grandi pugili di ogni epoca.

## La carriera
Professionista dal 1914, arrivò alla sfida mondiale dopo aver combattuto anche con i migliori medi e mediomassimi in circolazione.
Il campione era Battling Siki, in un periodo in cui la sua forma migliore non era ancora andata del tutto persa. McTigue, pugile di casa, vinse con un verdetto che non parve essere del tutto obiettivo.
Incontrò comunque una serie di miti, spesso perdendo, ma senza mai sfigurare. Con Harry Greb perse un incontro nel 1918 e un altro nel 1919, entrambi ai punti. Con Battling Levinsky perse ai punti nel 1921.
Con Tommy Loughran perse ai punti nel 1922 e, nel 1923, in una sfida mondiale per il titolo che aveva tolto tre mesi prima a Battling Siki - ma lo sconfisse invece ai punti un mese più tardi, di nuovo per il  mondiale. Nel 1927 i due si incontrarono di nuovo, e ancora una volta vinse Loughran ai punti.
Altre sfide con gente come Mickey Walker, Paul Berlenbach (contro cui perse definitivamente il titolo nel 1925), Young Stribling, Tiger Flowers, Jack Delaney e Jack Sharkey ebbero esiti alterni, ma era tutta gente che non scherzava.